# 브라이언 아나스타티아
브라이언 사비에르 아나스타티아(네덜란드어: Bryan Xavier Anastatia, 1992년 6월 14일)는 퀴라소의 축구 선수이다. 수비수로 활동하고 있다.